# 嗚呼玉杯
嗚呼玉杯 （ああぎょくはい） は、旧制第一高等学校の代表的な寮歌の一つ。正式名称は「第十二回紀念祭東寮寮歌」。「嗚呼玉杯」や「嗚呼玉杯に花うけて」は通称で、歌い出しの歌詞によっている。
日本三大寮歌の一つとされ、寮歌の中でも知名度が高い作品である。

## 基本データ
- 成立年: 明治35年（1902年）
- 作詞者: 矢野勘治（1880年生-1961年没）
- 作曲者: 楠正一（1882年生-1945年没） - 原曲は長調だったが、短調化して広まった。

作者を上記の者以外とする誤記が散見されるが、これは大正期までにさかのぼる。歌詞の出版権はコロムビアソングス株式会社が保有し、JASRAC信託楽曲であった。作詞者である矢野の死後50年を経過した2011年より、日本の著作権法において著作権保護期間を満了している。
矢野によれば、当初は和文調の歌詞であったが先に曲ができてしまい、楠等の意向により漢文調の歌詞に改めたという。

## 内容
自治の理想と救国の使命に燃えるエリートの心意気を歌っている。
昨今の寮歌祭の傾向として、「十余年」 を原歌詞の通り 「十二年」 として歌うことが多い。
なお歌詞中「向ヶ丘にそそり立つ 五寮の健児意気高し」とあるのは、当時一高の校地が向ヶ丘すなわち本郷弥生町（現在は東大農学部キャンパス）の丘陵に所在していたことを反映したものであり、その後東大農学部との校地交換で一高は駒場校地に移転、学制改革にともなう廃校まで存続した。

## 影響（替え歌など）
旧制第一高等学校の中のみならず、女学生や演歌師らによって世間一般にも広められたため、メロディーを利用した数多くの替え歌が存在する。多くは短調化した曲が使われた。

### 学校歌
旧制学校 （特に旧制中学校） をルーツとする学校に多くの例がある。たとえば、茨城県立下妻第一高等学校（旧制下妻中学校）の校歌のメロディーは嗚呼玉杯と全く同じである。

### その他の歌
- 『仰げば巍々たる』 （陸軍士官学校。明治35年。作詞者不詳）
- 『嗚呼革命は近づけり』 （革命歌。明治41年。築比地仲助 作詞）
- 『アジアにつゞく北欧の』（ロシア革命の歌。大正8年）
- 『ああ解放の旗高く』 （水平歌 (解放歌)。大正11年。柴田啓蔵 作詞） - 全国水平社の歌
- 『人類文化の実権を』（横浜市電共和会々歌。大正13年）
- 『戦いここに一と年の』（組合同盟一周年記念歌。大正15年）
- 『赤旗の下に我れ立ちて』（鉱夫の歌。大正末）
- 『きけイエス君の』 （救世軍歌 319番。山室軍平 作詞）　- 長調

### 文学
- 『あゝ玉杯に花うけて』 （佐藤紅緑 著。少年小説。ISBN 4062620960 他）
- 『ビルマの竪琴』 （竹山道雄 著。少年小説。2度映画化された。ISBN 4101078017 他）

## 現在
- 歌われる機会は減っているが、東京六大学野球にて、東京大学運動会硬式野球部の攻撃時に東京大学応援部の主導により、アップテンポバージョンの1、2、5番が歌われる。
- 佐賀西高校のファイヤーストームでも歌われている。